# Axel Wegner
Axel Wegner (Demmin, 3 giugno 1963) è un ex tiratore a segno tedesco.

## Palmarès

### Olimpiadi
- 1 medaglia:
  - 1 oro (Seul 1988 nello skeet)